# Цейлонска розова лястовича опашка
Цейлонската розова лястовича опашка (Atrophaneura jophon) е вид пеперуда от семейство Лястовичи опашки (Papilionidae). Видът е критично застрашен от изчезване.

## Разпространение
Разпространен е в Шри Ланка.